# Weinbau in Arkansas
Weinbau in Arkansas bezeichnet den Weinbau im amerikanischen Bundesstaat Arkansas. Gemäß US-amerikanischem Gesetz ist jeder Bundesstaat und jedes County eine geschützte Herkunftsbezeichnung und braucht nicht durch das Bureau of Alcohol, Tobacco, Firearms and Explosives als solche anerkannt zu werden.  
Lediglich sechs Weingüter bewirtschaften die Rebflächen des Bundesstaates, der dennoch über drei Subregionen, die so genannten American Viticultural Area (kurz AVA), verfügt. In nahezu 50 Prozent der Countys, den Verwaltungsbezirken, wurde die  Alkoholprohibition noch nicht aufgehoben.
Arkansas zeichnet sich durch ein feucht gemäßigtes subtropisches Klima aus, das von feuchtem Kontinentalklima des nördlichen Hochlandes begrenzt wird. Auch wenn der Bundesstaat nicht direkt an den Golf von Mexiko grenzt, liegt er nah genug in dessen klimatischer Einflusssphäre. Generell wird das Klima durch sehr heiße und feuchte Sommer sowie trockene und milde Winter bestimmt. In Little Rock liegen beispielsweise die Durchschnittstemperaturen des Sommers um 32 °C und die des Winters um 10 °C. Die jährliche Niederschlagsmenge beträgt mit lokalen Abweichungen zwischen 1000 und 1500 mm, wobei es im Süden etwas trockener als im Norden ist. Schneefälle sind durchaus üblich, aber mit durchschnittlich 13 cm wenig ergiebig.
Aufgrund des zum Teil feuchten Klimas gibt es einen bedeutenden Anteil von französischen Hybridreben, die über eine gute Resistenz gegenüber von Pilzkrankheiten verfügen (z. B. Vidal Blanc, …) sowie autochthonen Abkömmlingen amerikanischer Wildreben. 
Darüber hinaus züchtete Elmer Swenson gezielt neue Rebsorten, die den Wintertemperaturen trotzen und aufgrund einer frühen Reife innerhalb der verkürzten Vegetationszeit ausreichend hohe Mostgewichte aufbauen können.